# ماثيو بيمبا
ماثيو بيمبا (بالفرنسية: Matthieu Bemba)‏ هو لاعب كرة قدم فرنسي في مركز الوسط، ولد في 3 مارس 1988 في باريس في فرنسا. شارك مع منتخب غوادلوب لكرة القدم. أما مع النوادي، فقد لعب مع نادي إيرميس أراديبو ونادي إيمن ونادي كريتيل ونيا سلاميس فاماغوستا.

## وصلات خارجية
- ماثيو بيمبا على موقع قاعدة بيانات كرة القدم.إي يو (الإنجليزية)
- ماثيو بيمبا على موقع ناشيونال فوتبول تيمز (الإنجليزية)
- ماثيو بيمبا على موقع Soccerway.com (الإنجليزية)